# Grand Prix de Futsal de 2014
O Grand Prix de Futsal de 2014 foi a nona edição do evento organizado pela Federação Internacional de Futebol (FIFA), e foi disputada entre os dias 12 e 16 de novembro, em São Bernardo do Campo, São Paulo.
O Brasil se sagrou octacampeão da competição e de forma invicta, ao vencer a Colômbia na final por 7 a 2. O Irã conquistou o terceiro lugar em cima da Guatemala e o artilheiro da competição foi Tayebibidgoli, também do Irã.

## Sede
O Ginásio Adib Moisés Dib conta com salas de condicionamento físico e musculação, salas de primeiros socorros, tratamento médico, fisioterapia e massagem, área de descanso, além de sala de reuniões com equipamento multimídia, sala privada para a gerência da delegação e acesso controlado por equipe de segurança.
A cidade de São Bernardo do Campo está localizada no estado de São Paulo, na mesorregião Metropolitana de São Paulo e microrregião de São Paulo. Sua população de acordo com estimativas do Instituto Brasileiro de Geografia e Estatística (IBGE) de 2014, é de 811 489 habitantes, o que resulta em uma densidade demográfica de 1.873,4 hab/km². Está localizada no alto da Serra do Mar, do planalto Atlântico, ocupa uma área de 408,45 quilômetros quadrados, e a uma altitude média de 762m metros do nível do mar.
| Arena      | Ginásio Municipal Adib Moises Dib |
| ---------- | --------------------------------- |
| Cidade     | São Bernardo do Campo             |
| Capacidade | 5.730 pessoas                     |

## Participantes
| AFC (2) - Irã - Vietnã | CONCACAF (2) - Costa Rica - Guatemala | CONMEBOL (2) - Brasil - Colômbia |

## Regulamento
O Grand Prix de Futsal é uma competição internacional disputada de acordo com as regras de jogo oficiais da FIFA, disputadas por 6 países, filiadas à FIFA, todas convidadas pela Confederação Brasileira de Futebol de Salão (CBFS).
A competição será disputada em 3 fases, Fase Classificatória, Fase Semifinal e Fase Final.
Na Fase Classificatória as 6 equipes serão divididas em dois grupos, chamados “A” e “B”, com três equipes em cada grupo, que jogarão entre si, dentro dos grupos, no sistema de rodízio simples. As equipes classificadas em 1º e 2º lugares dos grupos “A” e “B” estarão classificadas à Fase Semifinal, que será disputada em jogo único. As vencedoras do confronto disputam a final e os perdedores o terceiro lugar. As equipes desclassificadas na primeira fase disputam o quinto lugar também em jogo único.

## Primeira fase
|  | Equipes classificadas às semi-finais |
|  | Equipes eliminadas                   |

### Grupo A
| #  | Seleção  | Pts | J | V | E | D | GP | GC | SG  |
| -- | -------- | --- | - | - | - | - | -- | -- | --- |
| 1º | Brasil   | 6   | 2 | 2 | 0 | 0 | 12 | 1  | +11 |
| 2º | Colômbia | 3   | 2 | 1 | 0 | 1 | 6  | 6  | 0   |
| 3º | Vietnã   | 0   | 2 | 0 | 0 | 2 | 3  | 14 | –11 |

Jogos
| 12 de novembro | Brasil | 8 – 1  | Vietnã         | Ginásio Municipal Adib Moises Dib, São Bernardo do Campo |
| 18:45          | Marcênio 8:26', 15:13' · Rodrigo 10:27' · Sinoê 11:12' · Leco 26:03' · Pito 26:29' · Leandro 34:50' · Falcão 38:54' | Súmula | 30:32' Long Vu | Árbitro: IRN Vahid Arzpeyma                              |

| 13 de novembro | Brasil                                                     | 4 – 0  | Colômbia | Ginásio Municipal Adib Moises Dib, São Bernardo do Campo |
| 21:00          | Valdin 7:13' · Pepita 9:44' · Falcão 13:55' · Sinoê 35:35' | Súmula |          | Árbitro: COS Vahid Arzpeyma                              |

| 14 de novembro | Colômbia                                                                                  | 6 – 2  | Vietnã                          | Ginásio Municipal Adib Moises Dib, São Bernardo do Campo |
| 16:00          | Minh Tri 3:50' · Yulian 11:52', 35:25' · Jhonatan 23:09' · Otero 34:15' · Angellot 37:53' | Súmula | 23:29' Felipe · 29:56' Angellot | Árbitro: GUA Leroy Rafael Brown Gomez                    |

### Grupo B
| #  | Seleção    | Pts | J | V | E | D | GP | GC | SG |
| -- | ---------- | --- | - | - | - | - | -- | -- | -- |
| 1º | Irã        | 6   | 2 | 2 | 0 | 0 | 12 | 3  | +9 |
| 2º | Guatemala  | 3   | 2 | 1 | 0 | 1 | 4  | 8  | –4 |
| 3º | Costa Rica | 0   | 2 | 0 | 0 | 2 | 2  | 7  | –5 |

Jogos
| 12 de novembro | Irã                                                                                                  | 7 – 2  | Guatemala                         | Ginásio Municipal Adib Moises Dib, São Bernardo do Campo |
| 16:00          | Tayebibidgoli 7:26', 8:17', 10:00' · Javid 11:27' · Shajari 13:48' · Hassan 23:12' · Tavakoli 32:05' | Súmula | 32:18' Enriquez · 40:00' Sandoval | Árbitro: BRA Gean Coelho Telles                          |

| 13 de novembro | Costa Rica   | 1 – 2  | Guatemala                           | Ginásio Municipal Adib Moises Dib, São Bernardo do Campo |
| 16:15          | Garro 19:53' | Súmula | 19:24' Miguel Santizo · 19:57' Alay | Árbitro: COL Jorge Mario Moncada                         |

| 14 de novembro | Irã                                                                      | 5 – 1  | Costa Rica  | Ginásio Municipal Adib Moises Dib, São Bernardo do Campo |
| 19:45          | Esmaeilpour 7:40', 39:13' · Hassan 22:42' · Tayebibidgoli 30:41', 31:37' | Súmula | 19:00' Napo | Árbitro: BRA Gean Coelho Telles                          |

## Fase Final

### Classificação 5º–6º
|  | 5º lugar       |   |
|  | 15 de novembro |   |
|  | Vietnã         | 1 |
|  | Costa Rica     | 3 |

Jogo
| 15 de novembro | Vietnã          | 1 – 3  | Costa Rica                                | Ginásio Municipal Adib Moises Dib, São Bernardo do Campo |
| 14:00          | Ngoc Son 28:30' | Súmula | 23:13' Napo · 38:52' Sayo · 39:06' Álvaro | Árbitro: BRA Alane Jussara da Silva Lucena               |

### Classificação 1º–4º
|  | Semi-final     | Semi-final     |   |                | Final          | Final |  |
|  |                |                |   |                |                |       |  |
|  | 15 de novembro |                |   |                |                |       |  |
|  | Brasil         | 8              |   |                |                |       |  |
|  | Guatemala      | 2              |   |                |                |       |  |
|  |                |                |   |                |                |       |  |
|  |                |                |   |                | 16 de novembro |       |  |
|  |                |                |   |                | Brasil         | 7     |  |
|  |                | Colômbia       | 2 |                |                |       |  |
|  |                |                |   |                |                |       |  |
|  |                |                |   |                |                |       |  |
|  |                |                |   |                | 3º lugar       |       |  |
|  | 15 de novembro | 15 de novembro |   | 16 de novembro | 16 de novembro |       |  |
|  | Irã            | 3              |   | Guatemala      | 4              |       |  |
|  | Colômbia       | 4              |   |                | Irã            | 10    |  |

Semifinais
| 15 de novembro | Brasil                                                                                            | 8 – 2  | Guatemala                     | Ginásio Municipal Adib Moises Dib, São Bernardo do Campo |
| 10:15          | Sinoê 3:59' · Leandro 6:14', 15:22' · Pito 19:03' · Falcão 22:56', 39:03', 39:03' · Daniel 39:57' | Súmula | 18:39' Enriquez · 31:50' Ruiz | Árbitro: VIE Dung Tru´o´ng Quoc                          |

| 15 de novembro | Irã                                     | 3 – 4  | Colômbia                                               | Ginásio Municipal Adib Moises Dib, São Bernardo do Campo |
| 12:00          | Hassan 12:18', 21:22' · Tavakoli 21:00' | Súmula | 11:43' Jhonatan · 15:25' Acosta · 20:16', 39:36' Yefri | Árbitro: BRA Gean Coelho Telles                          |

3º lugar
| 16 de novembro | Guatemala                                                   | 4 – 10 | Irã | Ginásio Municipal Adib Moises Dib, São Bernardo do Campo |
| 7:30           | Ruiz 8:22' · Enriquez 19:13', 33:40' · Edgar Santizo 25:08' | Súmula | 9:17', 30:04' Jafari · 9:32', 13:04', 35:03' Hassan · 22:28', 24:09', 31:08', 36:01' Tayebibidgoli · 39:10' Khayamraini | Árbitro: BRA Flavio Marques                              |

Final
| 16 de novembro | Brasil                                                                                         | 7 – 2  | Colômbia                       | Ginásio Municipal Adib Moises Dib, São Bernardo do Campo |
| 10:30          | Leandro 9:57' · Rodrigo 20:12', 21:53' · Valdin 24:35' · Daniel 30:27', 35:38' · Falcão 38:14' | Súmula | 1:21' Angellot · 22:36' Yulian | Árbitro: GTM Leroy Rafael Brown Gomez                    |

## Premiação
| Rank | Team       |
| ---- | ---------- |
| 1    | Brasil     |
| 2    | Colômbia   |
| 3    | Irã        |
| 4    | Guatemala  |
| 5    | Costa Rica |
| 6    | Vietnã     |

| Gran Prix de Futsal de 2014 |
| --------------------------- |
| Brasil Campeão (8° título)  |

## Artilharia
| 9 gols (1) - Tayebibidgoli 7 gols (1) - Hassan 6 gols (1) - Falcão 4 gols (2) - Leandro - Enriquez 3 gols (4) - Daniel - Rodrigo - Sinoê - Yulian 2 gols (11) - Marcênio | 2 gols (continuação) - Pito - Valdin - Angellot - Jhonatan - Yefri - Napo - Ruiz - Esmaeilpour - Jafari - Tavakoli 1 gol (16) - Pepita - Leco - Acosta - Otero - Álvaro | 1 gol (continuação) - Garro - Sayo - Alay - Edgar Santizo - Miguel Santizo - Sandoval - Javid - Khayamraini - Shajari - Long Vu - Ngoc Son Gols contra (3) - Angellot (para o Vietnã) - Felipe (para o Vietnã) - Minh Tri (para a Colômbia) |